# Ercsi
Ercsi je mesto na Madžarskem, ki upravno spada pod podregijo Ercsi Županije Fejér.